# Odd radio circle

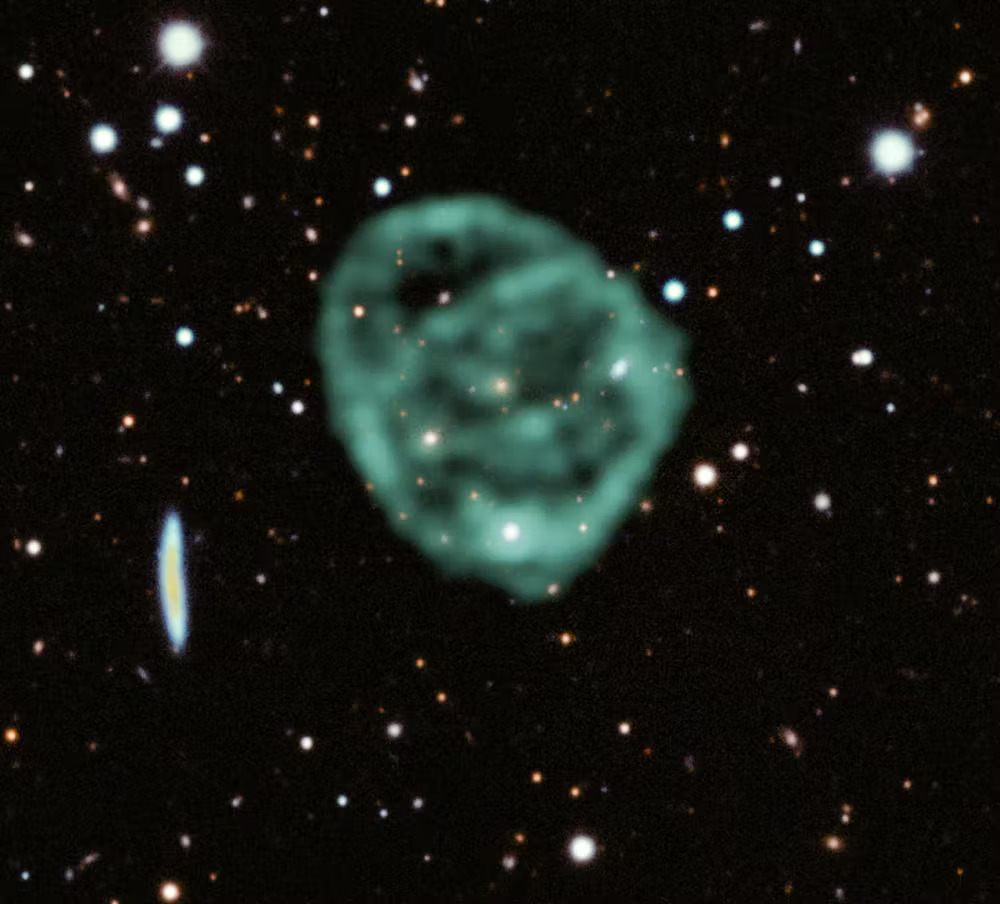
Immagine dell'ORC J2103-6200 catturata dal telescopio MeerKAT e sovrapposta a un'immagine ottica presa dal Dark Energy Survey (2022)

In astronomia, un odd radio circle (ORC) (letteralmente, cerchio radio anomalo) è un oggetto astronomico inspiegabile ed enorme (oltre 50 mila volte il diametro della Via Lattea, ovvero circa 3 milioni di anni luce) che, osservato nelle varie lunghezze d'onda radio, appare insolitamente circolare e più luminoso lungo i bordi.
Al 27 aprile 2021, sono stati osservati cinque di questi oggetti, mentre altri sei sono ancora da verificare. Gli ORC noti sono luminosi nelle lunghezze d'onda radio, ma non risultano visibili nella lunghezza d'onda della luce visibile, infrarossa o dei raggi X. Ciò è dovuto al processo fisico che produce questa radiazione: la radiazione di sincrotrone. Tre degli ORC osservati contengono galassie al loro centro, il che suggerisce che queste ultime potrebbero svolgere un ruolo nella formazione di tali oggetti.

## Descrizione

Rappresentazione artistica di un cerchio radio anomalo che si espande dal centro di una galassia. Una volta generati, gli ORC possono estendersi ben oltre le galassie vicine al luogo di origine.

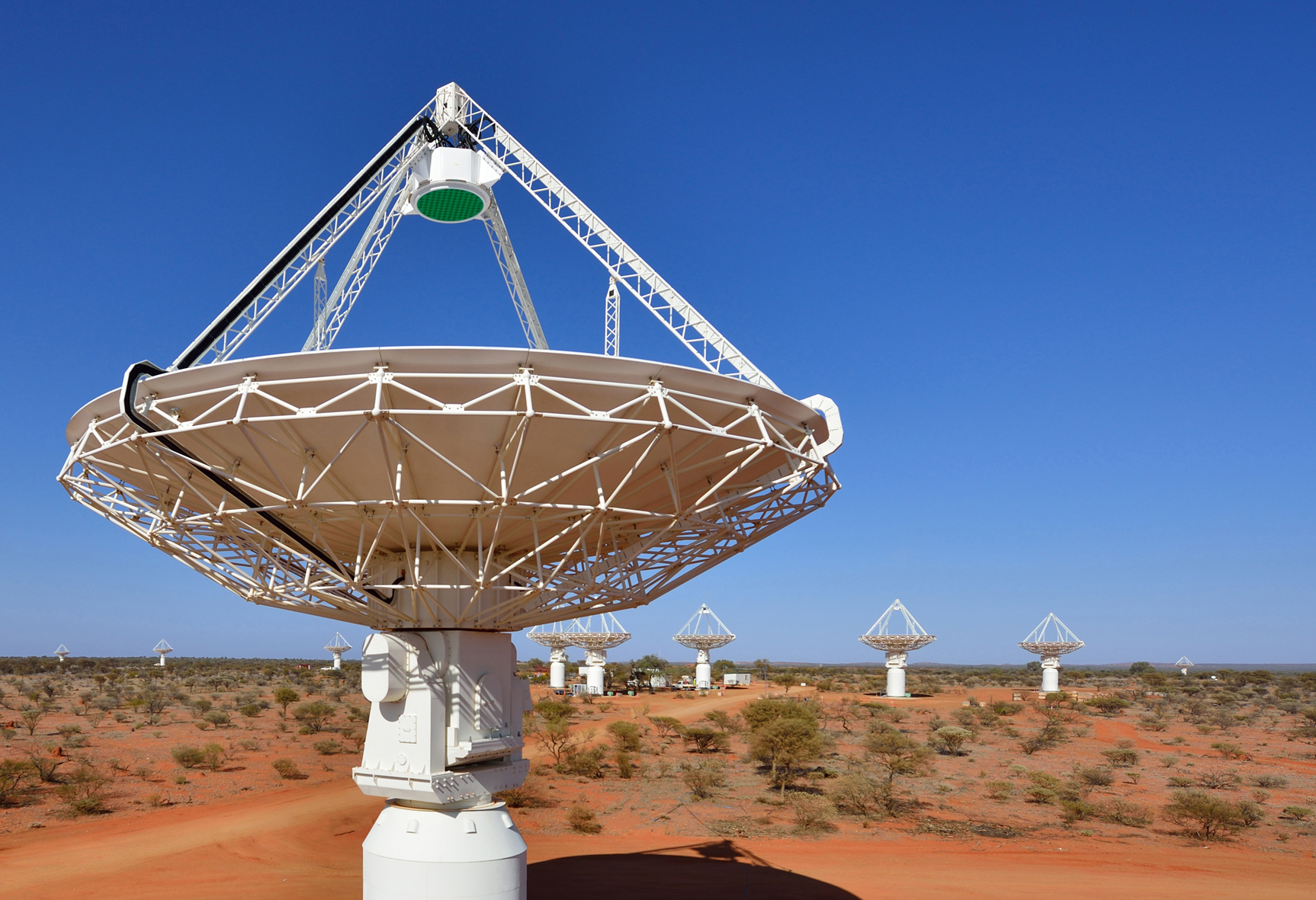
Foro di radiotelescopi appartenenti alla Australian Square Kilometre Array Pathfinder (ASKAP)

Gli ORC sono stati rilevati alla fine del 2019 dall'astronoma Anna Kapinska mentre analizzava una ricerca preliminare dell'Evolutionary Map of the Universe (EMU) basata su una serie di osservazioni effettuate dai radiotelescopi della Australian Square Kilometre Array Pathfinder (ASKAP).
Tutti gli ORC hanno un diametro di circa 1 minuto d'arco, e si trovano a una certa distanza dal piano galattico, ad alte latitudini galattiche. È stata presa in considerazione l'ipotesi che possano essere il risultato di un'onda d'urto sferica, associata a lampi radio veloci, lampi gamma o fusioni di stelle di neutroni. Tuttavia, se così fosse, ciò implicherebbe che gli ORC abbiano avuto origine in un passato remoto, data la loro grande estensione angolare. 
Inoltre, secondo gli astronomi, "la presenza di formazioni circolari è ben nota nelle immagini radioastronomiche e di solito è dovuta a un oggetto sferico, come un resto di supernova, una nebulosa planetaria, un guscio circumstellare o un disco frontale, ad esempio un disco protoplanetario o una galassia in formazione stellare, [...] Possono anche derivare da artefatti di imaging che si creano attorno a sorgenti luminose a causa di errori di calibrazione o deconvoluzione inadeguata. Tuttavia, questa classe di strutture circolari [gli ORC] nelle immagini radio non sembra corrispondere a nessuno di questi tipi noti di oggetti o disturbi, ma appare piuttosto come una nuova classe di oggetti astronomici".